# Ruza Wenclawska
Ruza Wenclawska (Suwałki, 15 de desembre del 1889 – 1977), també coneguda com a Rose Winslow i més tard coma Rose Lyons després de casar-se, fou una sufragista polonesoamericana, inspectora de fàbriques i organitzadora sindical. També fou actriu i poeta.

## Trajectòria
Va nàixer a Suwałki, Polònia, i va anar als Estats Units amb sos pares quan era una xiqueta. Amb onze anys, començà a treballar en la indústria de les calces a Pittsburgh. També treballà com a venedora a Filadèlfia. Quan tenia dinou anys, va contraure tuberculosis i deixà de treballar durant dos anys.
Wenclawska fou inspectora de fàbriques i organitzadora sindical a la ciutat de Nova York amb la National Consumers' League i la National Women's Trade Union League. També feu discursos per al National Woman's Party (NWP). El 1914, Lucy Burns i ella dirigiren la campanya de la Congressional Union per al Sufragi de les Dones a Califòrnia per a instar els votants a oposar-se als candidats demòcrates en el Congrés.
Feu un treball semblant amb altres organitzadors a Wyoming durant les campanyes electorals del 1916. El 1917, formà part de les protestes de les Sentinelles Silencioses a la Casa Blanca, i per això complí condemna a la presó del districte i a l'asil Occoquan Workhouse. Quan era a Occuquan, es posà en vaga de fam i l'alimentaren per força. En aquest temps, envià cartes sotamà al seu espòs, Philip Lyons, i als seus amics. Wenclawska era també actriu de teatre i poeta. Va morir al 1977.

## Llegat
La interpretà l'actriu Vera Farmiga en la pel·lícula Iron Jawed Angels del 2004.
El 2017, es publicà Feminist Essays (Assaigs feministes) de Nancy Quinn Collins, dedicat a Wenclawska.